# Phyllotropis nigrolutea
Phyllotropis nigrolutea är en insektsart som beskrevs av William D. Funkhouser. Phyllotropis nigrolutea ingår i släktet Phyllotropis och familjen hornstritar. Inga underarter finns listade i Catalogue of Life.